# Malawisaurus
Malawisaurus dixeyi
Genre
Espèce
Synonymes
- † Gigantosaurus dixeyi Haughton, 1928 (Nom originel mais déjà utilisé)
- † Tornieria dixeyi (Haughton, 1928)
- † Janenschia dixeyi (Haughton, 1928)

Malawisaurus (ce qui signifie Lézard du Malawi) est un genre éteint de dinosaures sauropodes, un titanosaure lithostrotien. Il vivait dans ce qui est actuellement l'Afrique, et plus spécifiquement le Malawi, durant l'Aptien au Crétacé inférieur. Il s'agit de l'un des rares titanosaures dont le crâne a été découvert.
Une seule espèce est rattachée au genre : Malawisaurus dixeyi, décrite en 1993 par Louis L. Jacobs et ses collègues.

## Historique
À l'origine il a été décrit en 1928 par Sidney H. Haughton comme faisant partie du genre Gigantosaurus (une dénomination invalide pour Tornieria, un Diplodocidae). Haughton a estimé qu'il était un proche parent de l'espèce Gigantosaurus robustus (actuellement Janenschia). Ils sont aujourd'hui considérés comme ne faisant pas partie du même clade, mais demeurent liés au titanosaure. Louis L. Jacobs et ses collègues le nomment Malawisaurus en 1993.

## Description

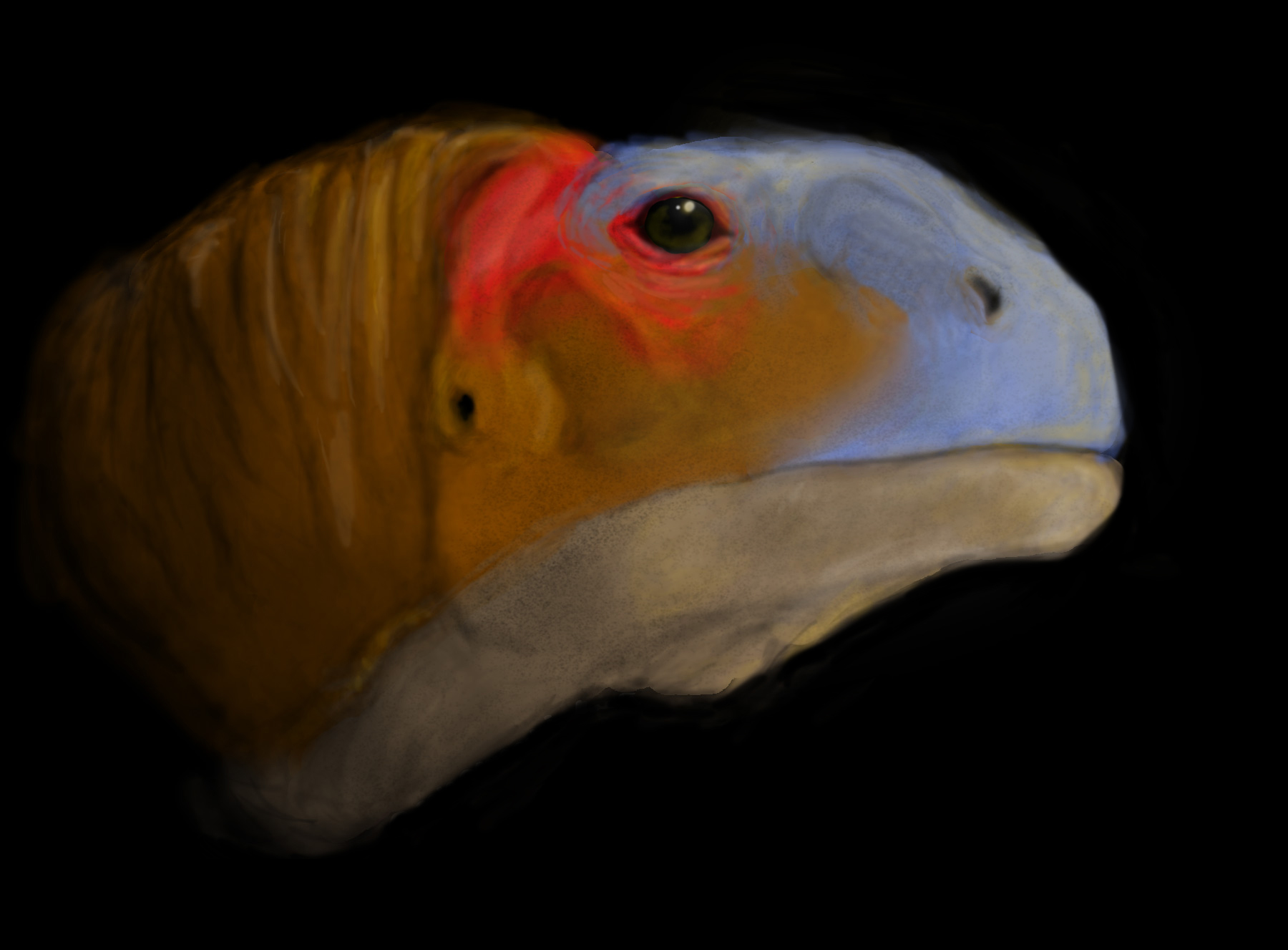
Reconstitution de la tête. Les couleurs sont une vue d'artiste.

En comparaison avec les standards sauropodiens, Malawisaurus pouvait atteindre environ 16 mètres de longueur totale, pour une masse d'environ 10 tonnes. Comme d'autres titanosaures, des osselets ont été découverts et sont considérés comme des ostéodermes couvrant la peau de l'animal.
La vertèbre située au milieu de la queue est étirée. Malawisaurus possédait des fosses latérales sur les vertèbres ressemblant à de petites dépressions peu profondes. De telles fosses peu profondes sont également connues chez Saltasaurus, Alamosaurus, Aeolosaurus et Gondwanatitan. Venenosaurus possède également de telles fosses, mais ses dépressions pénétraient profondément dans la vertèbre, où elles se divisaient en deux chambres, et s'étendaient plus loin dans la colonne vertébrale.